# Zeuxidia medicieloi
Zeuxidia medicieloi är en fjärilsart som beskrevs av Schröder 1977. Zeuxidia medicieloi ingår i släktet Zeuxidia och familjen praktfjärilar. Inga underarter finns listade i Catalogue of Life.